# Чекановски (възвишение)
Чекановски (на руски: Чекановского кряж) е възвишение, разположено в северната част на Якутия, Русия.
Простира се на протежение от 325 km югозападно от делтата на река Лена и североизточно от най-долното течение на река Оленьок. Надморската му височина варира от 450 до 500 m, максимална 539 m (72°41′55″ с. ш. 123°13′15″ и. д. / 72.698611° с. ш. 123.220833° и. д.), разположена в най-северната му част. Изградено е от мезозойски пясъчници, алевролити и глинести шисти. От него на изток и североизток водят началото си реките Атиркан, Тиги, Хотугу-Мастах, Иси-Хая-Юряге, Ердилях-Юряге, Куогастах-Юряге, Улахан-Юрях и др., леви притоци на Лена, а на запад и югозапад – реките Хорбусуонка, Келимяр и др., десни притоци на Оленьок. Склоновете му са покрити основно с лишейно-храстова тундра.
Възвишението е открито и за първи път изследвано и топографски заснето през 1875 г. от експедицията ръководена от полския изследовател на руска служба Александър Чекановски. По-късно немският геолог и географ на руска служба Едуард Тол предлага то да бъда наименувано в чест на своя първи откривател и изследовател.

## Топографска карта
- Топографска карта S-49,50; М 1:1 000 000[2]